# Национальная библиотека Гвинеи-Бисау
Публичная библиотека Национального института образования и исследований (порт. Biblioteca Pública do Instituto Nacional de Estudos e Pesquisa) — национальная библиотека в Бисау, столице Гвинея-Бисау. Крупнейшая библиотека страны.
Является частью Национального института образования и исследований, несёт функцию библиотеки Университета имени Амилкара Кабрала, публичной и национальной библиотеки.

## История
Была основана в 1984 году и унаследовала библиотечный каталог колониальной библиотеки Португальской Гвинеи.
Во время гражданской войны в 1998—1999 годах фонду был нанесён большой ущерб, потери оцениваются в 35 %. Фонд удалось восстановить после 2000 года с международной помощью.
В 2011 году США передали библиотеке некоторые издания, из которых был сформирован американский уголок.